# 本願寺福岡教堂
本願寺福岡教堂（ほんがんじふくおかきょうどう）は福岡県福岡市中央区黒門にある浄土真宗本願寺派（西本願寺）の直属寺院（教堂）である。

## 概要
浄土真宗本願寺派（西本願寺）の直属寺院（教堂）である。また、宗務所の出先機関として福岡教区教務所を併設し、福岡県広域の本願寺派寺院を管轄している。
住職は本願寺派門主（本願寺住職）だが、普段は住職に代わり、主管が寺務を管理する。また、主管は福岡教区教務所長や大牟田市にある本願寺大牟田別院輪番も兼ねるのが慣例となっている。
なお、本願寺派の直轄寺院、直属寺院では５大都市で唯一別院にはなっていない。

## 境内
教堂は地上４階、地下１階となっている。2階へ通じる正面はドーム状になっており、屋上の屋根には水煙がついている。
- 4階 -
- 3階 - 礼拝堂
- 2階 - 事務所、正面玄関
- 1階 - 駐車場
- 地下 -
- 屋外 - 親鸞聖人御像、木原善太郎顕彰碑

## 年間行事
- 1月26〜28日 - 親鸞聖人報恩講
- 毎月14〜15日 - 親鸞聖人鑽仰講座（1月と8月は休止）
- その他福岡教区としての行事が多数

## 歴史
出典
- 1929（昭和4）年 - 渡辺與三郎により福岡仏教青年会館が寄贈される。
- 1924（大正13）年 - 木原善太郎により城南会館が寄贈される。城南会館には福岡仏教学院が開設されていた。
- 1958（昭和33年） - 現在地に土地を購入し、親鸞聖人700回大遠忌法要記念事業として、福岡仏教青年会館と城南会館を解体し統合。本願寺福岡会館を建設。
- 1997（平成9）年 - 蓮如上人500回遠忌法要記念事業として、福岡教区の総力を結集して、老朽化した福岡会館を再建。

## アクセス
- 福岡市地下鉄空港線 - 唐人町駅
- 西鉄バス - 黒門停留所、唐人町停留所
- 福岡都市高速道路環状線（1号香椎線） - 西公園ランプ（天神北方面のみ）、百道ランプ

なお、近隣には類似施設もあり、注意が必要。
- 天理教福岡教務支庁 - 天理教の福岡教区の事務所。荒戸の明治通りに面したところに瓦葺きで構えている。
- 大村美容ファッション専門学校 - 専門学校。校舎が近隣に複数。
- 在福岡米国領事館 - アメリカ合衆国の出先機関。